# Marcos Sánchez Mejías
Marcos Ruiz de Alda Sánchez Mejías dit « Marcos Sánchez Mejías », né le 7 octobre 1967 à Barcelone (Espagne), est un matador espagnol.

## Carrière
- Débuts en novillada avec picadors : Nîmes (France, département du Gard) le 24 avril 1990 aux côtés de Martín Pareja-Obregón et Jesulín de Ubrique. Novillos de la ganadería de Jandilla.
- Alternative : Séville (Espagne) le 25 septembre 1992. Parrain, Curro Romero ; témoin, Enrique Ponce. Taureaux de la ganadería de Gabriel Rojas.